# Smolary (jezioro)
Smolary(także Niesobia) – jezioro na Równinie Drawskiej, położone w województwie zachodniopomorskim, w powiecie choszczeńskim, w gminie Bierzwnik, w Puszczy Drawskiej. 
Powierzchnia zbiornika wynosi 86,18 ha. Jezioro ma średnią głębokość równą 6,6 m, a maksymalna głębokość wynosi 21,0 m. Smolary mają wydłużony kształt o przebiegu równoleżnikowym, przy małej zatoczce w zachodniej części jeziora. Maksymalna długość wynosi 2.350 m, maksymalna szerokość 600 m. Długość linii brzegowej misy jeziora wynosi 6.800 m. 
Lustro wody jeziora jest położone na wysokości 74,1 m n.p.m. Smolary znajdują się w zlewni Mierzęckiej Strugi.
W 1996 roku miało miejsce badanie jakości wód w Smolarach, gdzie stwierdzono II klasę czystości wód przy II kategorii podatności na biodegradację.
Na północ od jeziora znajduje się Jezioro Rosochate, a ok. 1,5 km na wschód znajduje się jezioro Przytoczno, z którym Smolary są połączone ciekiem wodnym.